# Amazoňan modrobradý
Amazoňan modrobradý (Amazona festiva) je druh jihoamerického papouška.

## Taxonomie
Amazoňan modrobradý byl popsán v roce 1758 Švédským přírodovědcem Carlem Linném v desátém vydání své práce Systema Naturae. Umístil ho spolu s ostatními papoušky do rodu Psittacus pod binomickým jménem Psittacus festivus. Amazoňan modrobradý je nyní jeden z asi třiceti druhů rodu Amazona, který založil Francouzský přírodovědec René Lesson v roce 1830. Druhové jméno festiva znamená latinsky "slavnostní" nebo "veselý". Jsou rozlišovány dva poddruhy:
- A. f. festiva - východní Kolumbie, východní Venezuela, Guyana
- A. f. bodini - západní Amazonie

## Popis
Dorůstá délky 34 cm. (až 35 cm) a váží až 370 g. Poddruh bodini má více červené na čele a modré na lících než nominátní poddruh. V letu mají oba poddruhy sytě modré vnější prapory letek a ruční krovky a červený kostřec, který je méně výrazný u mladých ptáků.

## Rozšíření a biotop
Poddruh festiva obývá tropické lesy povodí Amazonky a jejích přítoků. Poddruh bodini obývá tropické lesy povodí Orinoca. Vyskytuje se tak na území JV Kolumbie, východního Ekvádoru, SV Peru a v Brazílii. Žije právě nejvíce poblíž vody, zejména poblíž řek a v zaplavovaných lesích. Právě kácením takovýchto lesů je nejvíce ohrožen. Je však také přímo loven.

## Chování
Žije zejména v párech, do větších skupin (hejn) se slétává jen u významných zdrojů potravy. 

## Potrava
Živí se semeny, plody, ořechy, květy či výhonky. 

## Hnízdění
Snáší tři vejce, přičemž doba inkubace trvá 28 dní.

## Stav ohrožení
Ačkoli místy ubývá, zůstává stále běžný ve většině svého areálu a lze jej spatřit i v blízkosti měst jako Manaus a Iquitos, tudíž je řazen do kategorie téměř ohrožených druhů ale je ohrožen kvůli odlesňování v Amazonském deštném lese a lovu, takže se předpokládá že jeho populace výrazně poklesne během následujících tří generací.

## Chov v zoo
Chov v tohoto druhu v evropských zoo je velmi raritní. V rámci celého světadílu byl na počátku roku 2020 chován jen v devíti zoo. Mezi nimi nechybí ani jedna česká zoo – Zoo Praha. Historicky byl z českých zoo tento druh chován také v Zoo Brno, Zoo Zlín a Papouščí zoologické zahradě Bošovice.

### Chov v Zoo Praha
Amazoňan modrobradý je v Zoo Praha chovaný od roku 2005, kdy byla získána vejce zabavená pašerákům. Většinu z 18 vajec se podařilo inkubovat a mláďata následně odchovat. V roce 2014 byly zaznamenány první odchovy těchto v zoo narozených ptáků. V roce 2018 byla odchována tři mláďata. Na konci roku 2018 byl chován v počtu dvou párů.
Tento druh je od září 2019 k vidění v komplexu expozic tehdy otevřeného Rákosova pavilonu v dolní části zoo, konkrétně v jedné ze dvou historických voliér.